# Big Blue Ball
Big Blue Ball – album kompilacyjny, który powstał w wyniku współpracy muzyków z całego świata. Produkcją zajęli się Peter Gabriel, Karl Wallinger oraz Stephen Hague. Materiał został nagrany w studiu Real World Studios, należącym do Petera Gabriela, w latach 1991, 1992 i 1995. Album został wydany dopiero w 2008 r. co oznacza, że był w produkcji aż 17 lat. Według Gabriela nagrywanie zostało zakończone w latach '90 jednak „materiał był zupełnie nieuporządkowany a jego obróbka tak dużo czasu”. Do ostatecznego kształtu projektu przyczynił się producent Stephen Hague.
Na albumie wystąpili między innymi: Sinéad O’Connor, Karl Wallinger, Natacha Atlas oraz Papa Wemba. Peter Gabriel jest głównym wokalistą w kilku utworach. Ponadto na płycie występują artyści zachodni, afrykańscy i azjatyccy.
Big Blue Ball wydany został 24 czerwca 2008 r. Gabriel porównał proces i długość powstawania tego albumu do dojrzewania wina. Ponadto stwierdził, że nagrywanie tego albumu sprawiło mu więcej przyjemności niż jakikolwiek z jego wcześniejszych projektów. 
Pierwszy utwór na płycie - Whole Thing został wykorzystany w ścieżce dźwiękowej miniserialu Wielka wyprawa do Afryki. Inna wersja Burn You Up, Burn You Down znalazła się na albumie Hit Gabriela. Ponadto utwór ten został wydany jako singiel. 
Album wydano w dwóch wersjach różniących się okładkami, ale pod względem muzycznym identycznych. Limitowana edycja 1000 egzemplarzy na niebieskich płytach winylowych została wydana nakładem Ryko Distribution.
Wersje albumu dostępne do pobrania z sieci zawierają utwory bonusowe, różne w zależności od kraju. W Wielkiej Brytanii jest to „Whole Thing (Adrian Sherwood & Jazzwad Remix)”, w USA to „Habibe (Stefan Goodchild Remix)” obie wersje zawierają video pod tytułem „Story of the Big Blue Ball, Pt. 1”.

## Lista utworów
1. „Whole Thing (Original Mix)” (featuring Francis Bebey, Alex Faku, Tim Finn, Peter Gabriel, Karl Wallinger, Andy White)
2. „Habibe” (featuring Natacha Atlas, Hossam Ramzy, Neil Sparkes)
3. „Shadow” (featuring Juan Cañizares, Papa Wemba)
4. „Altus Silva”[7] (featuring Joseph Arthur, Ronan Browne, Deep Forest, James McNally, Iarla Ó Lionáird, Vernon Reid)
5. „Exit Through You” (featuring Joseph Arthur, Peter Gabriel, Karl Wallinger)
6. „Everything Comes From You” (featuring Richard Evans, Joji Hirota, Sevara Nazarkhan, Sinéad O’Connor, Guo Yue)
7. „Burn You Up, Burn You Down” (featuring Billy Cobham, Peter Gabriel, The Holmes Brothers, Wendy Melvoin, Arona N’diaye, Jah Wobble)
8. „Forest” (featuring Levon Minassian, Arona N’Diaye, Vernon Reid, Hukwe Zawose)
9. „Rivers” (featuring Vernon Reid, Márta Sebestyén, Karl Wallinger)
10. „Jijy” (featuring Arona N’Diaye, Rossy, Jah Wobble)
11. „Big Blue Ball” (featuring Peter Gabriel, Manu Katché, Karl Wallinger)
12. „Habibe (Stefan Goodchild Remix)” - (utwór dodatkowy)
13. „Whole Thing (Adrian Sherwood & Jazzwad Remix)” - (utwór dodatkowy)
14. „Story of the Big Blue Ball, Pt. 1” - digital download bonus video